# Gilleleje Sogn
Gilleleje Sogn er et sogn i Frederiksværk Provsti (Helsingør Stift).
Gilleleje Sogn blev i 1924 udskilt fra Søborg Sogn, og en del af Græsted Sogn blev indlemmet i 1936. Gilleleje Sogn blev anneks til Søborg Sogn. Alle 3 sogne hørte til Holbo Herred i Frederiksborg Amt. Søborg-Gilleleje sognekommune blev ved kommunalreformen i 1970 kernen i Græsted-Gilleleje Kommune, der ved strukturreformen i 2007 indgik i Gribskov Kommune.
I Gilleleje Sogn ligger Gilleleje Kirke.
I sognet findes følgende autoriserede stednavne:
- Blakshejede (bebyggelse, ejerlav)
- Bonderup (bebyggelse, ejerlav)
- Enemark (bebyggelse)
- Fjellenstrup (bebyggelse)
- Fjellenstrup By (bebyggelse, ejerlav)
- Gilbjerg (areal)
- Gilbjerg Hoved (areal)
- Gilleleje (bebyggelse)
- Gilleleje By (bebyggelse, ejerlav)
- Gilleleje Øst (station)
- Lille Fjellenstrup (bebyggelse)
- Sommerlyst (bebyggelse)
- Strand Børstrup (bebyggelse)
- Strand Børstrup By (bebyggelse, ejerlav)
- Stæremosen (station)
- Tinkerup (bebyggelse)